# Pamcoloma marita
Pamcoloma marita är en fjärilsart som beskrevs av William Schaus 1906. Pamcoloma marita ingår i släktet Pamcoloma och familjen tandspinnare. Inga underarter finns listade i Catalogue of Life.